# Третий мост
Третий мост или Депутадо-Дарси-Кастелло-ди-Мендонса (порт. Terceira Ponte, Deputado Darcy Castello de Mendonça) — рамно-консольный мост длиной 3330 м через залив Витория в штате Эспириту-Санту, Бразилия. Мост соединяет столицу штата Виторию с городом Вила-Велья. 

## История строительства
Официальное название моста — Понте Депутадо Дарси Кастелло де Мендонса, но люди стали называть его Терсейра Понте, как только был объявлен проект его строительства, поскольку здесь уже существовали два моста, соединявшие Виторию с Вила-Велья: Понте Флорентино Авидос и Сегунда Понте.
Строительство моста началось в 1978 году и продолжалось 11 лет. Открытие состоялось 23 августа 1989 года. Мост сразу после ввода в эксплуатацию стало пересекать около 12 тысяч автомобилей в сутки, в настоящее время эта цифра превышает 70 тысяч автомобилей.

## Характеристики моста
Длина моста — 3330 м (5-е место в стране), высота в центре — 70 м (2-е место). Установлена 61 опора, расстояние между центральными — 260 м.